# Ameixa 311
Abre Hueso es una variedad cultivar de ciruelo (Prunus domestica), de las denominadas ciruelas europeas,
una variedad de ciruela que se cultiva en la zona española de Puenteareas (Pontevedra), de la comunidad autónoma de Galicia. Las frutas tienen un tamaño de pequeño a medio, color de piel verde amarillento, y pulpa de color verde amarillenta, transparente, blanda, consistente, fibrosa, con un sabor agridulce, sobre todo bajo la piel y junto al hueso.

## Historia
'Ameixa 311' variedad de ciruela cuyos orígenes se localizan en la zona española de Puenteareas (Pontevedra), de la comunidad autónoma de Galicia.
'Ameixa 311' está cultivada en el banco de germoplasma de cultivos vivos de la Estación experimental Aula Dei de Zaragoza. Está considerada incluida en las variedades locales autóctonas muy antiguas, cuyo cultivo se centraba en comarcas muy definidas, que se caracterizan por su buena adaptación a sus ecosistemas, y podrían tener interés genético en virtud de su características organolépticas y resistencia a enfermedades, con vista a mejorar a otras variedades.

## Características
'Ameixa 311' árbol de porte extenso, moderadamente vigoroso, erguido. Las flores deben aclararse mucho para que los frutos alcancen un calibre más grueso. Tiene un tiempo de floración que comienza a partir del 16 de abril con el 10% de floración, para el 20 de abril tiene una floración completa (80%), y para el 29 de abril tiene un 90% de caída de pétalos.
'Ameixa 311' tiene una talla de tamaño pequeño a medio, de forma cordado-redondeado, con depresión o aplastamiento ligero en la zona ventral, algo más acentuada en zonas peduncular y pistilar formando en ambos polos dos pequeñas protuberancias, menos acusadas las del polo pistilar, presenta sutura bien marcada, línea fina, como señalada con la punta de un alfiler, a veces en algún trecho la línea es doble, situada en una depresión ligera, excepto en ambos polos donde es más acusada;epidermis tiene una piel recubierta de pruina abundante, azulado violáceo, muy intensa en cavidad peduncular y sobre la línea de sutura, no se aprecia pubescencia, con color rojo violáceo o amoratado oscuro, en algunas zonas casi negro, presentando un punteado diminuto, sin aureola, difícil de apreciar; pedúnculo corto o mediano, de calibre fino, sin pubescencia, siendo su cavidad peduncular donde se inserta de una anchura media, poco profunda, bastante rebajada en la sutura y muy suavemente en el lado opuesto;pulpa de color verde amarillenta, transparente, blanda, consistente, fibrosa, con un sabor agridulce, sobre todo bajo la piel y junto al hueso.
Hueso muy adherente, de tamaño medio, elíptico, que presenta surcos poco marcados, con una superficie semi lisa.
Su tiempo de recogida de cosecha se inicia en su maduración en la tercera decena de junio.

## Usos
Se utiliza para su consumo en fresco, así mismo la ciruela 'Ameixa 311' se utiliza en pastelería y en la elaboración de mermeladas.